# Storia della sinfonia
Per storia della sinfonia si può intendere sia la storia dell'utilizzo del termine, sia la storia dell'evoluzione delle forme musicali che hanno portato alla cosiddetta sinfonia classica. I due concetti sono distinti, a volte in maniera netta, a volte più sfumata, ma è praticamente impossibile toccare uno dei due temi senza entrare anche nell'altro. La successiva esposizione riguarda quindi parallelamente i due aspetti, nel loro svolgimento diacronico.

## Antichità e medioevo
Per gli antichi greci il termine Συμφωνία indicava in genere le consonanze, e in particolare la consonanza perfetta, cioè l'ottava, ma è usato (ad esempio da Aristotele nel De Caelo) anche per indicare un concerto musicale. Nel latino classico si chiamavano symphonici i cori in cui si cantava in ottava. Nel medioevo la parola symphonia fu contrapposta a diaphonia: la prima indicava la consonanza, la seconda la dissonanza. Una sua corruzione volgare, zampogna, ci informa che la parola era anche adoperata per indicare uno strumento musicale di antica origine.

## Rinascimento e Seicento
Il primo impiego del termine per indicare un brano strumentale risale al XV secolo, e trova riscontro in un manoscritto rinvenuto a Lipsia contenente una sinfonia "per tuba ed altri strumenti armonici" , ma si tenga presente che il termine ‘'tuba'’ designava uno strumento molto più acuto dell'attuale tuba. È dal secolo successivo che la parola ‘'sinfonia'’ inizia ad essere usata frequentemente, con un significato abbastanza variabile: nel 1585, ad Anversa, vediamo qualificata come Symphonia angelica di diversi eccellentissimi musici una scelta di madrigali; nel 1589 Luca Marenzio denomina Symphoniae alcuni intermezzi strumentali; nel 1597 (Venezia, Gerdano) Cantus sacrae symphoniae è il titolo di alcuni componimenti vocali e strumentali, da sei a sedici voci, di Giovanni Gabrieli, e nel 1603 a Norimberga (Kauffmann) Sacrae symphoniae diversorum excellentissimorum auctorum, una raccolta di brani da cantare o suonare, da sei a dodici voci. L'esempio di Gabrieli verrà ripreso ed ampliato dal suo allievo Heinrich Schütz, che si cimenterà nella composizione di ben tre libri di questa forma musicale dal titolo omonimo Symphoniae sacrae, adoperando un organico strumentale abbastanza vario e con un'ampia gamma di scelta costituito da violino, viola, ottavino, fagotto, cornetto, tromba, trombone e una parte di basso continuo, affidata ad un organo o ad un chitarrone.
Ma il brano che, dall'inizio del Seicento, viene sempre più spesso chiamato sinfonia è il preludio strumentale all'opera lirica che stava nascendo in Italia ad opera della Camerata de' Bardi di Vincenzo Galilei. Basti pensare alla sinfonia del celeberrimo Orfeo di Claudio Monteverdi (1607), che però egli chiama toccata. Monteverdi adopererà brani strumentali sia nelle opere che nei madrigali, dando la spinta decisiva allo sviluppo di una scuola di musica diversa da quella vocale.
Le sinfonie che aprivano le opere della scuola napoletana sono anche caratterizzate dall'utilizzo del medesimo impianto formale, contrapposto alla sinfonia che introduceva le opere della scuola francese, che avevano un carattere più vario e che spesso si rifacevano allo schema ideato da Jean-Baptiste Lully adagio-allegro-adagio (Ouverture francese). La Sinfonia della scuola napoletana, che ebbe rapidamente successo in tutta la penisola, traeva la sua struttura dai modelli di Alessandro Scarlatti che aveva mutato l'ordine dei movimenti in allegro-adagio-allegro (Ouverture italiana), e in questo senso costituì un passo importante verso l'utilizzo della forma canonicamente tripartita del concerto vivaldiano.

## Sviluppo della sinfonia dal concerto grosso
All'inizio del XVII secolo il termine sinfonia veniva usato, tra l'altro, per identificare il brano strumentale introduttivo di un melodramma oltre che per brani di vario carattere (es. alcuni brani strumentali di Biagio Marini, aventi carattere di danza). Nel corso del secolo, grazie a compositori quali Alessandro Stradella, l'accezione di brano introduttivo prende sempre più piede e, anzi, il termine si trasforma presto in "Sinfonia di concerto grosso" in alcune sue cantate. La struttura di questi brani prevede sempre più spesso più movimenti (di solito quattro) e la forma è influenzata dalla suite di danze tardo rinascimentale (Allemanda, Corrente, Sarabanda, Giga). Già Stradella, però, svincolò il concerto grosso dalla funzione di introduzione ad una cantata o a un melodramma, per farne una forma dotata di propria autonomia. Corelli completò questo percorso con i suoi famosi 12 concerti grossi, pubblicati postumi ma ben conosciuti in tutta Europa già da parecchi anni prima. La struttura dei concerti grossi di Corelli è quella a quattro movimenti (con numerose eccezioni). La forma tipica di quasi tutti i movimenti è quella derivata dalle danze (anche i nomi dei movimenti sono spesso nomi di forme di danza, quali Corrente, Gavotta, Giga, Minuetto, ecc.): si tratta infatti di brevi brani strutturati con due frasi ripetute (AABB). Esiste un tema molto semplice che viene sviluppato e ripreso nella seconda sezione con un cambio di tonalità. In alcuni suoi concerti (ad es. nel n.4), il primo movimento ha una struttura che prelude chiaramente alla forma sonata del primo movimento delle sinfonie classiche: ad un breve adagio introduttivo (caratteristica comune anche a molte sinfonie sette-ottocentesche) segue un movimento veloce con la struttura sopra indicata; tuttavia, nella sezione B, dopo il cambio di tonalità (B1), si riscontra la ripresa del tema della sezione A (B2). Tale struttura, successivamente ampliata e arricchita nel corso dei decenni successivi, è in nuce quella della sinfonia classica: esposizione(A), ripetizione dell'esposizione (A), sviluppo (B1), ripresa dell'esposizione (B2), coda. Poiché le dimensioni dei movimenti della sinfonia classica sono di gran lunga maggiori di quelli di Corelli (per l'aumento del numero dei temi e per le idee musicali ad essi connesse), i compositori "classici" ritennero eccessiva la ripetizione dello sviluppo, modificando quindi la struttura aggiungendo una coda. Si noti infine che anche alcune composizioni di Corelli (pubblicate postume) sono chiamate Sinfonia e hanno comunque la struttura del concerto grosso. Anche le prime sinfonie di Giovanni Battista Sammartini  hanno la struttura tipica del concerto grosso corelliano (senza però la presenza del concertino).

## Il tardo barocco
I rapporti di influenza tra i generi della sinfonia e del concerto non sono unidirezionali.  Si possono infatti individuare progenitori importanti delle sinfonie nella sempre più popolare forma che in Francia, nel corso del primo quarto del XVIII secolo, fu chiamata appunto ‘'concerto'’. Rispetto al più antico concerto solistico italiano e al ‘'konzert'’ tedesco, quello francese era infatti più spesso una composizione per una compagine orchestrale priva di solisti, proprio come sarà la sinfonia classica. Nelle composizioni puramente strumentali il termine continuò ad essere usato, anche all'inizio del Settecento, con un significato vario: Johann Sebastian Bach denominò ad esempio Sinfonie le Invenzioni a tre voci per clavicembalo (1723) ed anche il preludio della partita in do minore per clavicembalo, nonché alcune introduzioni a cantate. 
Tuttavia già la generazione di compositori tedeschi successiva alla sua, a cominciare da suo figlio Carl Philipp Emanuel, intese regolarmente per sinfonia un brano orchestrale di proporzioni ampie e diviso in tre (o più) movimenti.
Le scuole tedesche, soprattutto di Vienna e di Mannheim, introdussero sistematicamente quel principio dinamico del bitematismo che doveva rivelarsi fondamentale nello sviluppo della forma-sonata. In Italia la Sinfonia settecentesca assorbì queste novità formali derivandole dal concerto grosso e solistico; in tal senso la critica ha riconosciuto il milanese Giovanni Battista Sammartini come uno dei precursori della Sinfonia moderna, capace di anticipare forme, ensemble e stilemi che saranno cristallizzati dai compositori tedeschi su tutti Haydn che, nonostante numerose similitudini nel colore e nelle caratteristiche espositive, negherà in vita di aver conosciuto le opere o aver subito influenze da Sammartini e dalle sue circa 70 sinfonie. Su tutto i 3 movimenti della sinfonia avranno alternanza di tempi, veloce-lento-veloce ripresi da Alessandro Scarlatti con l'introduzione fissa del minuetto in 3/4 che sarà del tutto simile allo scherzo delle sinfonie in 4 tempi e non al 3/8, più veloce, delle sinfonie d'opera. La scuola lombarda sarà molto influente e avrà molti seguaci, come il conte Giorgio Giulini (1714-1780), Ferdinando Galimberti (supp 1730-1750), Melchiorre Chiesa (1716-1783), Giuseppe Ferdinando Brivio (?-ca. 1758) e su tutti Antonio Brioschi (supp 1730-1750), i cui lavori avranno ampia diffusione in Europa (cataloghi Breitkopf) Oltre alla cerchia di compositori prettamente lombardi le opere di Sammartini, saranno influenti anche per un altro importantissimo compositore di sinfonie e concerti, il lucchese Luigi Boccherini. Si calcola che in tutto il XVIII secolo siano state composti circa 10.000 brani classificati come sinfonie.

## Il classicismo

### Haydn
Il compositore che più di ogni altro ha dato forma canonica, alla sinfonia, fu Franz Joseph Haydn, del quale sono arrivati a noi ben 104 componimenti di questo tipo. Attraverso un progressivo percorso di ricerca e perfezionamento, Haydn giunse a costituire un modello che rimarrà un riferimento costante per quasi due secoli della struttura della Sinfonia quale forma in quattro movimenti, solitamente allegro in forma sonata, andante o adagio, minuetto e finale (in tempo allegro, spesso in forma di rondò). Il culmine della concezione sinfonica di Haydn si registra nelle ultime dodici sinfonie, dette Sinfonie londinesi perché composte (tra il 1791 ed il 1795) per l'impresario londinese Salomon, ma anche prima di questi componimenti l'autore aveva dato superbi esempi di Sinfonia, talvolta variando lo schema dei movimenti da lui stesso definito. Tra le molte sue invenzioni formali che diventeranno procedure tipiche si ricordano:
- la breve introduzione drammatica in tempo lento che egli spesso antepone al primo movimento;
- l'andante organizzato in forma di variazione;
- il minuetto con due trii, con il carattere di musica popolare;
- il finale con andamento più rapido di tutti i tempi precedenti in forma di un rondò simmetrico, privo delle irregolarità e variabilità strutturali dei rondò barocchi.

### Mozart
Anche Wolfgang Amadeus Mozart segue un percorso che dai primi esempi strumentali di forma variabile lo conduce ad una sistemazione organica e molto espressiva. I primi lavori sinfonici, scritti nella pre-adolescenza, sono formalmente ingenui, e di alcuni di essi si è posta in dubbio l'autenticità (ad esempio della seconda K 17 e della terza K 18, che sono state attribuite rispettivamente a Leopold Mozart e a Karl Friedrich Abel).
Le ultime sei sinfonie (K 385 Haffner, K 425 Linz, K 504 Praga, K 543, K 550, K 551 Jupiter) sono invece brani di grande impegno e complessità, scritti per compagini orchestrali ben più ampie e variegate.

### Beethoven
Codificata in una forma fissa, la sinfonia trovò subito una serie di sconvolgimenti nell'opera di Ludwig van Beethoven che ad esempio, primo tra tutti, sostituisce il minuetto con lo scherzo, sempre in tempo ternario ma più rapido, e decisamente più lontano dallo stile galante.
Beethoven nelle sue nove sinfonie amplia i modelli dei suoi due grandi predecessori. Nel primo tempo la sezione di sviluppo è molto più ampia, la ripresa presenta variazioni più marcate rispetto all'esposizione, mentre la coda diventa spesso una vera e propria quarta sezione, che contiene il logico epilogo del discorso musicale. Innumerevoli sono le innovazioni stilistiche che ebbero profonda influenza nel definire le caratteristiche della civiltà musicale romantica. Basti pensare alla ‘'dissoluzione'’ del tema funebre nel movimento lento della terza sinfonia, all'utilizzo del coro nella nona, all'intrusione del tema dello scherzo nel finale della quinta, ai cinque movimenti totali della sesta. D'altra parte il cambiamento più significativo introdotto da Beethoven si situa nel porre il problema sinfonico. Da Beethoven in poi sinfonia è sinonimo di concezione artistica grandiosa, di proporzioni ampie non solo a livello formale, ma anche (e soprattutto) a livello concettuale, fino ad arrivare alla poetica tardo-romantica che, attraverso le parole di Gustav Mahler, definiva la sinfonia "un mondo". Se per l'uomo della strada parlare di sinfonia suggerisce l'idea di qualcosa di sublime, ciò è dovuto in buona parte a questa concezione beethoveniana, certamente già preannunziata nelle ultime sinfonie di Haydn e Mozart, ma pienamente attuata in tutta la sua turgidità e potenza solo dal compositore di Bonn.
Le novità formali introdotte da Beethoven andarono di pari passo con lo sviluppo dell'orchestra sinfonica. All'epoca di Mozart tali orchestre erano infatti composte da poche decine di strumenti, mentre con la Nona di Beethoven raggiunsero i 100 elementi.

## Il primo romanticismo
La generazione successiva a Beethoven non ereditò immediatamente la grande complessità formale e la densità espressiva della sua musica. Uno dei primi grandi sinfonisti dell'Ottocento, Franz Schubert, ci ha lasciato dieci esempi di sinfonie che presentano una struttura molto più regolare, in genere, rispetto al modello beethoveniano. Il carattere delle sinfonie schubertiane, come di quasi tutta la sua musica, è quello di una cantabilità patetica, che insiste nella ripetizione variata del dettaglio melodico più che nello sviluppo tematico che caratterizzava Beethoven. 
Le cinque sinfonie (più tredici sinfonie per archi) di Mendelssohn e le quattro di Schumann sono caratterizzate da una maggiore inventiva armonica e formale (soprattutto nel primo), e traggono spesso ispirazione da una religiosità protestante sentita con spirito profondamente romantico.
Al di fuori dell'area germanica la sinfonia conosce nel primo Ottocento anche sviluppi molto più eterodossi, come ci dimostra Hector Berlioz con la sua Sinfonia fantastica, costruita su di un canovaccio letterario come sarà di lì a poco con il poema sinfonico. Anche la strumentazione e l'utilizzo del contrappunto da parte di Berlioz sono profondamente originali, ed avranno forti influenze sulla sensibilità timbrica della scuola francese delle generazioni successive, e da quella, su tutta la musica del Novecento.

## Il tardo romanticismo
Spetta a Johannes Brahms e Anton Bruckner il merito di aver consolidato il linguaggio sinfonico e di avergli dato un'ulteriore, salda giustificazione architettonica. Le quattro sinfonie di Brahms sono la rivendicazione di un impegno morale nel panorama romantico, con la loro austerità di linguaggio e la loro purezza di forme, a paragone col denso e complicatissimo universo armonico wagneriano. Il rinnovamento formale (evidente soprattutto nella prima) è condotto nel segno di un rigore che non si ritrova negli altri romantici se non raramente.
Bruckner condivide il rigore architettonico di Brahms, ma impiega un linguaggio armonico che risente molto di più dell'influenza di Richard Wagner; proprio con Bruckner le dimensioni della sinfonia compiono un ulteriore balzo in avanti, sia come lunghezza complessiva, sia per l'organico strumentale impiegato (si giungerà nelle ultime due sinfonie ad avere i legni a tre, in modo da ottenere accordi perfetti timbricamente omogenei).
I temi principali dei primi movimenti di Bruckner sono spesso tre, e in generale ogni movimento si arricchisce di altre idee melodiche secondarie; il corale di ottoni interviene frequentemente a rompere l'impeto dinamico, l'adagio è sovente in forma di rondò, il finale si articola sempre più spesso come il primo tempo in forma-sonata e talvolta utilizza temi già apparsi nei precedenti movimenti (comparsa della forma ciclica, tipica anche di altri tardo-romantici come Dvořák e Franck). 
Importanti contributi alla storia della sinfonia portarono pure Antonín Dvořák, Pëtr Il'ič Čajkovskij, Aleksandr Porfir'evič Borodin, Camille Saint-Saëns, César Franck, Jean Sibelius.
Un posto a parte occupa Gustav Mahler, che dilata ancora di più l'apparato formale e strumentale delle sinfonie di Bruckner. Voci soliste e cori compaiono in diverse sinfonie mahleriane: la seconda contiene un finale che è un monumentale inno alla Resurrezione; nella terza, in sei tempi, intervengono un contralto solista, un coro femminile ed uno di voci bianche; nell'ottava si intonano il Veni Creator Spiritus e il finale del Faust di Johann Wolfgang Goethe; la nona sinfonia termina con un imponente adagio della durata di quasi mezz'ora, mentre la decima è rimasta incompiuta e comprende solo un adagio iniziale che lo proietta già verso l'universo dell'atonalità (gli altri quattro movimenti rimangono allo stato frammentario e sono stati oggetto di numerosi tentativi di ricostruzione). L'organico si arricchisce anche di nuove percussioni e di strumenti coloristici come il glockenspiel. Tuttavia più che l'apparato formale, che inizia a perdere la specificità della struttura della sinfonia (alcune sinfonie di Mahler, come l'ottava, somigliano molto di più a degli oratori), viene a mutare la concezione generale dell'opera, in cui confluisce un'eterogeneità sorprendente di temi musicali, dal più etereo, costruito e complesso al più semplice e popolaresco. In ciò colui che è considerato l'ultimo grande sinfonista romantico, si discosta enormemente dal suo immediato predecessore, Anton Bruckner, per proiettarsi già nel futuro.

## L'età moderna e contemporanea
La sinfonia è stata coltivata tra i contemporanei con un impegno a volte nostalgicamente legato al suo ideale classico (come nel caso di Prokofiev), a volte in maniera strettamente collegata alle titaniche evoluzioni tardoromantiche. Fra i compositori contemporanei che hanno composto sinfonie vanno ricordati:
- Arnold Bax
- Hans Werner Henze
- Paul Hindemith
- Ernst Křenek
- Gian Francesco Malipiero
- Krzysztof Penderecki
- Sergej Prokof'ev
- Sergio Rendine
- Ottorino Respighi
- Edmund Rubbra
- Arnold Schönberg
- Al'fred Garrievič Šnitke
- Dmitrij Šostakovič
- Richard Strauss
- Igor' Fëdorovič Stravinskij
- Karol Szymanowski
- Ralph Vaughan Williams

Nel Novecento il termine ha però riacquistato la versatilità di significato che aveva secoli prima: le sinfonie di Schoenberg sono ad esempio composizioni cameristiche, mentre Richard Strauss chiama Sinfonia Domestica e Alpensymphonie due suoi poemi sinfonici.
Nella musica della seconda metà del Novecento alla sinfonia nel senso classico, al pari di tante altre forme tradizionali, non è riservato un grande interesse.